# Муниципальное образование «Аларь»
Муниципа́льное образова́ние «Ала́рь» — муниципальное образование со статусом сельского поселения в Аларском районе Иркутской области России.
Административный центр — село Аларь.

## Население
| 2010  | 2011  | 2012  | 2013  | 2014  | 2015  | 2016  |
| ----- | ----- | ----- | ----- | ----- | ----- | ----- |
| 1639  | ↘1633 | ↘1612 | ↘1593 | ↘1580 | ↘1551 | ↗1559 |
| 2017  |       |       |       |       |       |       |
| ↘1548 |       |       |       |       |       |       |

## Состав сельского поселения
| № | Населённый пункт | Тип населённого пункта       | Население |
| - | ---------------- | ---------------------------- | --------- |
| 1 | Аларь            | село, административный центр | →1154     |
| 2 | Алзобей          | деревня                      | ↘133      |
| 3 | Готол            | деревня                      | ↘54       |
| 4 | Куркат           | деревня                      | ↘133      |
| 5 | Кукунур          | деревня                      | ↘131      |
| 6 | Улзет            | деревня                      | ↘7        |